# Krzysztof Kajrys
Krzysztof Kajrys (ur. 20 września 1959 w Chorzowie) – polski piłkarz grający na pozycji pomocnika.
Wychowanek Azotów Chorzów, później piłkarz Zrywu Chorzów, Ruchu Chorzów w latach 1974–1982, Widzewa Łódź w latach 1983–1987, FC 08 Homburg w latach 1988–1990, Dunstweiler w latach 1991–1993 oraz Ballweiller od 1993 roku, kończąc tam swą karierę piłkarską.
Ligowa karierę zaczynał w barwach chorzowskiego Ruchu,debiutując meczem ze Stalą w Mielcu 0-1(0-1) 23 marca 1975 roku, stając się zarazem najmłodszym debiutantem w zespole Ruchu Chorzów, gdyż w dniu ligowego debiutu liczył sobie 15 lat i 184 dni, w 1979 sięgnął po mistrzostwo Polski. W 1983 został zawodnikiem Widzewa, w 1985 wywalczył Puchar Polski. W 1988 wyjechał do RFN i zaczął grać w FC 08 Homburg.
W 1978 rok zdobył z reprezentacją U-18 brązowy medal nieoficjalnych Mistrzostw Europy. W następnym roku z reprezentacją U-20 zajął czwarte miejsce na młodzieżowych MŚ w Japonii. W 1981 roku zagrał trzy razy w reprezentacji Polski (1 gol) podczas tournée w Japonii (występy te zostały mu zaliczone w 1997 wraz z aktualizacją listy oficjalnych meczów reprezentacji Polski przez PZPN). Polskę reprezentowała wzmocniona drużyna młodzieżowa, prowadzona przez Waldemara Obrębskiego.